# Захир и батин
Захир (араб. الظاهر‎ — явное) и батин (араб. الباطن‎ — скрытое) — два фундаментальных понятия арабо-мусульманской философии. Модель «захир-батин» служит общетеоретической парадигмой. Они могут быть различаемы в области и реального, и вербального.

## Понятие
Словом батин обозначают смысл, для вещей явное представлено воспринимаемыми качествами или событиями, захир — звуковая или графическая оболочка. В качестве явного и скрытого также могут рассматриваться и два смысла. Они могут составлять условие друг для друга и обосновывать друг друга, причем ни одно, ни другое не обладает исключительным статусом «истинности» (хакика). Ни захир, ни батин не должны пониматься как подлинность вещи одно в отрыве от другого.
В арабо-мусульманской мысли наблюдается отрицательное отношение как к захиритам, отдававшим предпочтение явному и не допускавшим равноправности перехода к скрытому в толкованиях авторитетных Корана и сунны, так и к батинитам, считавшим, что скрытая сторона может рассматриваться как более ценная в сравнении с явным. Явное может ассоциироваться и с внешним как находящимся на поверхности, а скрытое всегда предполагает явленность и этим отличается от «спрятанного» (хафийй) или «сокрытого» (гайб) как недоступного взору, или познанию, недостижимого.
В теории познания явное не нуждается в определениях, схватывается непосредственно и служит основой разъяснения прочего. В исмаилизме особое значение имеет рассмотрение явного и скрытого поклонений, обусловливающих друг друга. Особенностью исмаилитской методологии познания является выявление скрытых структур мироздания по явным. У Ибн Араби форма как явное вещи устойчиво противопоставляется её смыслу как скрытому. В исламском богословии захиром обозначают открытые, ясные и недвусмысленные смыслы божественных откровений (нассы), не нуждающиеся в иносказательном толковании.
Среди прекрасных имён Аллаха (асма аль-хусна) есть имена аз-Захир и аль-Батин.